# Cyathea chamaedendron
Cyathea chamaedendron är en ormbunkeart som beskrevs av Edwin Bingham Copeland. Cyathea chamaedendron ingår i släktet Cyathea och familjen Cyatheaceae. Inga underarter finns listade.